# 219 (عدد)
219 هو عدد صحيح  طبيعي بين 218 و220

## في الرياضيات

### خصائص
- 219عدد فردي
- 219عدد ناقص
- 219 عدد مضلعي (74 أضلاع-...)